# VDI-Gesellschaft Bauen und Gebäudetechnik
Die VDI-Gesellschaft Bauen und Gebäudetechnik (VDI-GBG) ist eine Fachgesellschaft des Vereins Deutscher Ingenieure (VDI). Sie bietet Ingenieuren aus den Fachbereichen Architektur, Bauingenieurwesen, Technische Gebäudeausrüstung und Facility-Management eine fachliche Heimat. Das Netzwerk der Mitglieder umfasst ca. 17.000 von rund 150.000 VDI-Mitgliedern und wird regional durch die 45 VDI-Bezirksvereine unterstützt.

## Ziel und Aufgaben
Die VDI-Gesellschaft Bauen und Gebäudetechnik hat das Ziel, das Zusammenwirken aller an Planung, Bau und Betrieb von Gebäuden beteiligten Fachleute zu verbessern und damit die Qualität der Bauwerke zu erhöhen. Neben der Arbeit in den vier Fachbereichen stehen daher die Querschnittsthemen wie Digitalisierung (z. B. BIM), Ressourceneffizienz beim Bauen und Gebäude + Gesundheit im Vordergrund der gemeinsamen Aktivitäten. Für den Nachwuchs bietet die VDI-Gesellschaft den Wettbewerb Integrale Planung (VDI-WIP) an, an dem sich studierende Mitglieder jährlich beteiligen können.
Fachorgane der VDI-Gesellschaft Bauen und Gebäudetechnik sind die Zeitschriften Bauingenieur und HLH.
Die VDI-GBG ist Herausgeber von rund 200 VDI-Richtlinien, die in ehrenamtlicher Gemeinschaftsarbeit erstellt werden und wichtige Fragestellungen des Bauens regeln. Zu einigen dieser VDI-Richtlinien werden gezielte Schulungen und Zertifizierungen angeboten, um die Qualität der Arbeitsergebnisse zu verbessern.
Die VDI-GBG ist Herausgeber folgender VDI-Handbücher:
- Architektur
- Aufzugstechnik
- Bautechnik
- Elektrotechnik und Gebäudeautomation
- Facility-Management
- Produktdatenaustausch
- Raumlufttechnik
- Reinraumtechnik
- Sanitärtechnik
- Wärme-/Heiztechnik

## Historie
Die VDI-GBG wurde zum 1. April 2009 gegründet und ist die Nachfolgeorganisation der früheren VDI-Gesellschaften Bautechnik (BAU) und Technische Gebäudeausrüstung (TGA). Erster Beiratsvorsitzender war Professor Uwe Franzke vom Institut für Luft- und Kältetechnik in Dresden, der bis dato den Vorsitz der TGA innehatte. Die VDI-Gesellschaft Technische Gebäudeausrüstung bestand seit 1975.
Vorsitzende der VDI-GBG waren:
- Uwe Franzke (TGA) von 2009 bis 2011
- Wilfried Clauß (Bautechnik) von 2012 bis 2014
- Andreas Wokittel (Facility-Management) von 2015 bis 2017
- Dirk Henning Braun (Architektur) seit 2018